# Günther von Hammerstein-Equord
Günther Edmund Wilhelm Freiherr von Hammerstein-Equord (* 16. September 1877 in Forsthaus Hinrichshagen, Mecklenburg-Strelitz; † 17. Oktober 1965 in Kiel) war ein deutscher Generalleutnant im Zweiten Weltkrieg.

## Leben
Günther entstammte dem alten Adelsgeschlecht derer von Hammerstein und war Sohn des Großherzoglich Mecklenburg-Strelitzischen Forstmeisters Heino Julius Freiherr von Hammerstein-Equord (* 13. Mai 1844; † 11. November 1914) und dessen Gemahlin Ida Adelheid Elisabeth, geb. von Gustedt.
Er trat am 7. März 1896 aus dem Kadettenkorps kommend als Sekondeleutnant in das Grenadier-Regiment „König Friedrich Wilhelm IV.“ (1. Pommersches) Nr. 2 der Preußischen Armee ein. Vom 1. Oktober 1900 bis 30. September 1904 verwendete man ihn als Adjutant des II. Bataillons und kam dann in gleicher Funktion zum Bezirkskommando Stettin. Am 1. April 1909 kehrte der inzwischen zum Oberleutnant (seit 1. April 1907) beförderte Hammerstein-Equord wieder zu seinem Stammregiment zurück. Nachdem er am 13. September 1911 Hauptmann geworden war, versetzte man ihn am 1. Oktober 1911 als Adjutant zum  Gouvernement Köln. Zwei Jahre später erfolgte seine Rückversetzung und die Verwendung als Kompaniechef.
Hammerstein-Equord kam nach Ausbruch des Ersten Weltkriegs zunächst an der Westfront zum Einsatz und übernahm am 16. Oktober 1914 als Kommandeur das II. Bataillon des Reserve-Infanterie-Regiments Nr. 213. Mit diesem erfolgte Ende Dezember 1914 die Verlegung an die Ostfront. Er übernahm dann am 1. Dezember 1916 das Sturm-Bataillon Nr. 4, mit dem er zuletzt an der Westfront kämpfte und dort am 27. Januar 1918 zum Major befördert wurde.
Nach Kriegsende war Hammerstein-Equord vom 1. Dezember 1918 bis 14. Januar 1919 beim Ersatz-Bataillon des Grenadier-Regiments Nr. 2 und anschließend beim Grenzschutz mit dem II. Armee-Korps. Er wurde dann in die Reichswehr übernommen und am 1. Mai 1919 Kommandeur des II. Bataillons des Reichswehr-Infanterie-Regiments 3. Am 1. Oktober 1920 folgte seine Versetzung in den Stab des 5. (Preußisches) Infanterie-Regiments. Ein Jahr später setzte man Hammerstein-Equord als Kommandeur des II. Bataillons in Neuruppin ein und beförderte ihn als solchen am 1. Oktober 1923 zum Oberstleutnant. Am 1. April 1924 folgte seine Versetzung an die Infanterieschule als Taktiklehrer und zwei Jahre später fungierte er dort als Leiter des II. Lehrgangs. Er war dann ab 1. Oktober 1927 Abteilungschef im Heerespersonalamt des Reichswehrministeriums in Berlin. Zwei Jahre später, inzwischen zum Oberst (seit 1. April 1928) befördert, erfolgte seine Ernennung zum Chef des Heeres-Personalamtes, das er bis zum 31. Oktober 1930 leitete. Hammerstein-Equord wurde dann zur Verfügung gestellt und am 1. Februar 1931 zum Inspekteur der Infanterie berufen. Als solcher wurde er am 1. Dezember 1931 Generalmajor sowie am 1. Oktober 1933 Generalleutnant. Am 30. November 1933 erfolgte seine Verabschiedung aus dem aktiven Dienst.
Hammerstein-Equord wurde am 1. November 1938 wieder zur Verfügung des Heeres gestellt, jedoch erst weit nach dem Beginn des Zweiten Weltkriegs mit einem Kommando betraut. Man ernannte ihn nach der Besetzung Dänemarks am 15. Mai 1940 zum Kommandeur der Division z. b. V. 460. In dieser Funktion war er Kommandant von Kopenhagen und den Dänischen Inseln. Am 25. Oktober 1940 wurde er abgelöst, in die Führerreserve versetzt und am 15. November 1940 Kommandeur der 526. Infanterie-Division. Diese Kommando gab Hammerstein-Equord mit der Ernennung zum Oberfeldkommandant 672 am 7. März 1941 ab. In dieser Funktion war er Befehlshaber über Brabant, Antwerpen, Limbourg sowie Kommandant von Brüssel und wurde am 31. Oktober 1943 mit dem Deutschen Kreuz in Silber ausgezeichnet. Er kam dann am 1. November 1943 ein weiteres Mal in die Führerreserve, wurde schließlich am 31. Mai 1944 endgültig verabschiedet und in den Ruhestand versetzt.

## Auszeichnungen
- Eisernes Kreuz (1914) II. und I. Klasse[4]
- Ritterkreuz des Königlichen Hausordens von Hohenzollern mit Schwertern[4]
- Preußisches Dienstauszeichnungskreuz[4]
- Verwundetenabzeichen (1918) in Schwarz[4]
- Hanseatenkreuz Hamburg[4]
- Mecklenburgisches Militärverdienstkreuz, II. und I. Klasse (MK1)[4]
  - in der Rangliste von 1931 (S. 109) fehlt MK1, nun wird das Mecklenburg-Strelitzsche Verdienstkreuz für Auszeichnung im Kriege, II. und I. Klasse (StK1) angegeben, was, hinsichtlich seiner Abstammung, korrekt sein durfte.
- Ritterkreuz II. Klasse des Hausordens vom Weißen Falken mit Schwertern[4]
- Hanseatenkreuz Lübeck[4]
- Silberne Imtiaz-Medaille mit Säbeln[4]
- Eiserner Halbmond[4]